# Eunice roussaei
Eunice roussaei är en ringmaskart som beskrevs av Jean Louis Armand de Quatrefages de Bréau 1866. Eunice roussaei ingår i släktet Eunice och familjen Eunicidae. Inga underarter finns listade i Catalogue of Life.